# Sindża
Sindża – miasto w Sudanie, w wilajecie Sannar. Liczy 42 839 mieszkańców (2008). Ośrodek przemysłowy.